# فرودگاه فالول
فرودگاه فالول (به انگلیسی: Falwell Airport) یک فرودگاه است که یک باند فرود آسفالت دارد و طول باند آن 894 متر است. این فرودگاه در کشور ایالات متحده آمریکا قرار دارد و در ارتفاع 286.2 متری از سطح دریا واقع شده است.